# Gallus Alt

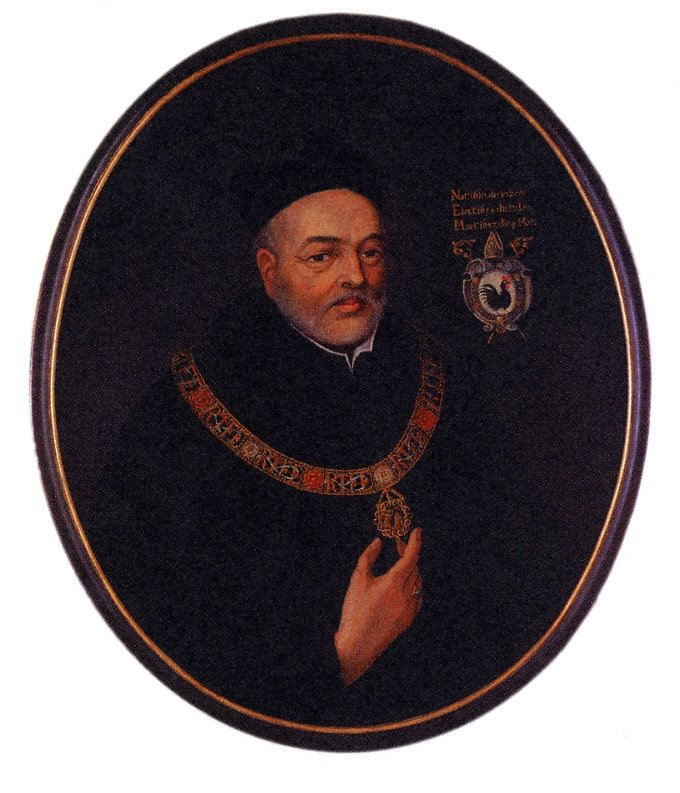
Gallus Alt

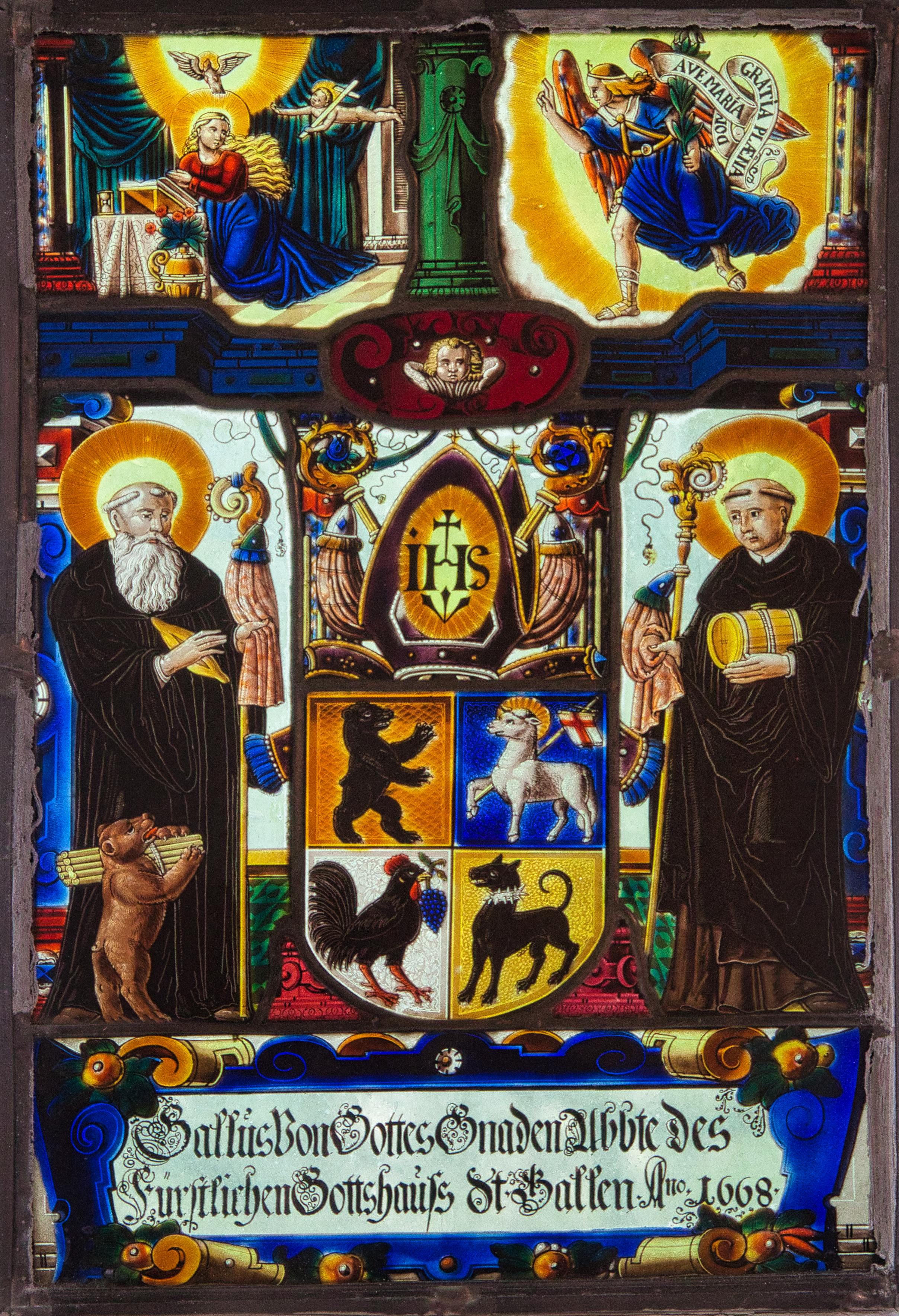
Wappenscheibe von Abt Gallus II in der Stiftsbibliothek St. Gallen

Gallus Jakob Alt (* 10. September 1610 in Oberriet; † 4. März 1687 in St. Gallen) war als Gallus II. von 1654 bis 1687 Fürstabt von St. Gallen.

## Leben
Geboren und aufgewachsen in Oberriet im St. Galler Rheintal erhielt der Knabe seine Bildung an der Lateinschule in Appenzell. Am 8. September 1628 legte Jakob Alt in der Benediktinerabtei in St. Gallen die Profess ab und erhielt den Klosternamen Gallus. Er wurde am 16. Februar 1636 zum Priester geweiht. In Ingolstadt (1639/40) und Rom (1640/42) widmete er sich zusammen mit Placidus Bridler dem Rechtsstudium. 1642 erwarb er in der Heiligen Stadt den Titel eines Doktor iuris canonici (Doktor des kanonischen Rechts). Nach St. Gallen zurückgekehrt durchlief Gallus die klösterliche Ämterhierarchie. 1645 wurde er Statthalter der klösterlichen Besitzungen in Ebringen, ab 1647 war er in St. Gallen Subprior, 1650 Prior und Statthalter in Neu St. Johann im Thurtal. 1652 wurde Gallus als Dekan Stellvertreter seines Abtes Pius Reher. Als dieser am 9. September 1654 starb, fiel die Wahl am 17. Dezember gleichen Jahres auf Gallus Alt, der nach dem Gründer Gallus der zweite Träger dieses Namens war. 1655 folgte die Konfirmation durch Papst Alexander VII. Chigi und am 7. Mai 1656 die feierliche Benediktion.

## Bedeutung
Fürstabt Gallus Alt war eine sehr lange Herrschaft beschieden. Nur zwei weitere Äbte herrschten ähnlich lange: Diethelm Blarer von 1530 bis 1564 und Bernhard Müller von 1594 bis 1630. Den Abt Gallus II. charakterisierte seine einfache Persönlichkeit, die bescheidene Zurückhaltung und die ruhige Autorität. Im Kloster hielt er strenge Disziplin. Durch eifrige Visitationen hob er den religiösen Eifer in den Pfarreien. Unter seiner Herrschaft stieg die Mönchsgemeinschaft in St. Gallen von anfänglich 45 auf durchschnittlich über 70 Mitglieder. Dieses Wachstum machten Neubauten nötig. Die von ihm gebauten zwei Flügel stehen noch heute. Die Politik, insbesondere die Aussenpolitik, bereitete ihm grosse Sorgen. 1663 beteiligte sich die Fürstabtei am Bündnis der eidgenössischen Orte mit Frankreich. Später wechselte sie auf die Seite Österreichs und rief die in französischen Diensten stehenden sankt-gallischen Truppen zurück. Savoyen bemühte sich zu dieser Zeit um die Gunst St. Gallens und verlieh Abt Gallus 1686 den Annuntiatenorden. Diesen Orden trugen die Fürstäbte bis zur Aufhebung der Abtei.

## Wappen
Die Oberrieter Kleinbauernfamilie, aus der Jakob Alt stammte, verfügte nicht über ein Wappen. Als Fürstabt brauchte Gallus II. eines. Aufgrund seines Klosternamens Gallus lag die Wahl auf das Wappentier des Hahns nahe. Der Hahn als Wächter dürfte auch ein Stück weit Programm gewesen sein. Um sich vom Vorgänger Abt Diethelm, der ebenfalls einen Hahn im Wappen führte, abzugrenzen, kennzeichnete Gallus Abt sein Wappentier. Sein Hahn trägt im roten Schnabel eine blaue Traube mit einem grünen Blatt.
Das Wappen ist geviert: Der Bär steht für das Stift St. Gallen. Das Lamm mit der Kreuzfahne vertritt die Abtei St. Johann im Thurtal. Sie war 1555 dem Galluskloster zugefallen. Die Dogge steht für die Grafschaft Toggenburg. Darüber schweb die Mitra und die beiden Abtstäbe für St. Gallen und St. Johann mit einem am Knauf des Abtstabes befestigten fahnenartigen Tüchlein, das den Abtstab vom Bischofsstab unterscheidet.